# Virgen de las Virtudes
Nuestra Señora de las Virtudes, referida comúnmente como Virgen de las Virtudes es una de las diversas advocaciones de la Virgen María según la doctrina católica. Es patrona de diversas localidades españolas. Esta advocación da nombre a todas aquellas personas que se llaman Virtudes, celebrando su onomástica el día de la solemnidad de la Natividad de la Virgen, el 8 de septiembre.

## Patronazgos
Villena (Alicante)
Según la tradición, es patrona y «abogada contra la peste negra» de la ciudad desde 1474, en su honor se celebran las fiestas de Moros y Cristianos de Villena, del 4 al 9 de septiembre.
Conil de la Frontera (Cádiz)

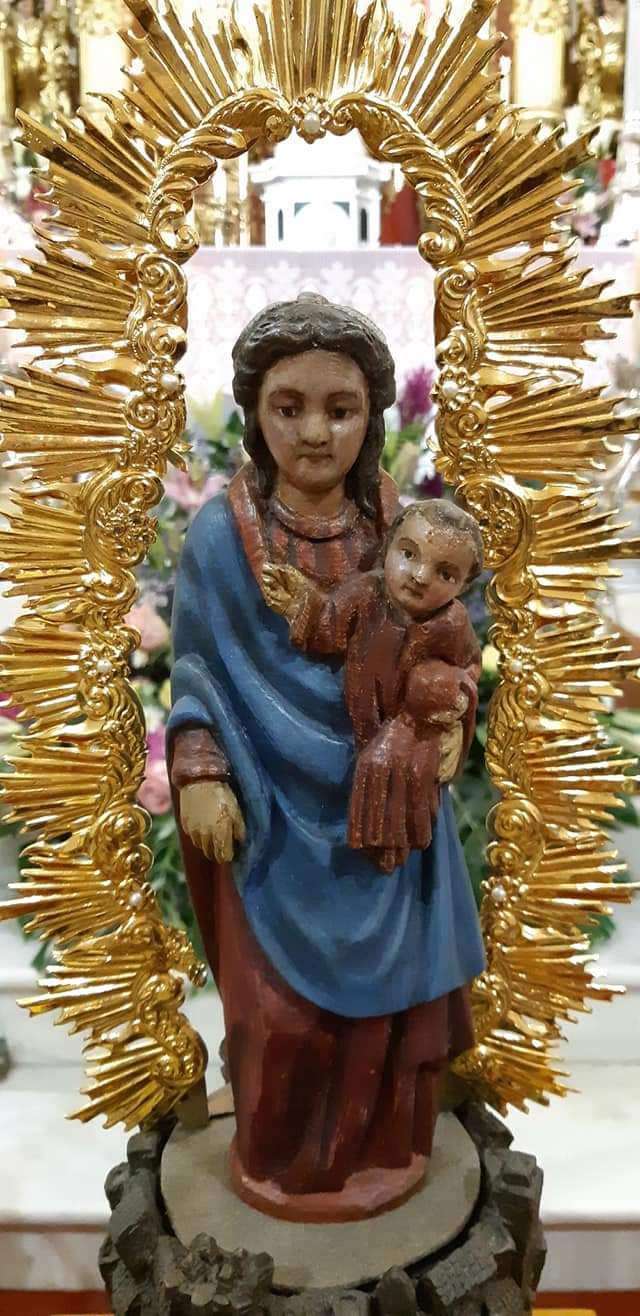
Virgen de las Virtudes sin revestir

Se celebra una feria alrededor del 7 al 11 de septiembre, siendo el día 8 de septiembre el día de la patrona.
Santa Cruz de Mudela (Ciudad Real)
En su honor se lleva la efigie de su santuario a la localidad el tercer domingo de agosto, que algunos años coincide con el 15 de agosto, festividad de la Virgen María. Del 1 al 7 de septiembre se celebra un Septenario, saliendo en procesión la noche del día 7 y volviendo en romería a su santuario en la mañana del 8 de septiembre, su festividad.[cita requerida]
La Puebla de Cazalla (Sevilla)
Las fiestas en honor a la imagen de la Augusta Patrona Santa María de las Virtudes se celebran en el mes de agosto. Las fiestas comienzan con una novena, nueve días antes de su salida procesional que se realiza el 15 de agosto. El día antes se celebra la ofrenda floral y el multitudinario besamanos donde cientos de fieles y vecinos del pueblo se acercan para realizar la ofrenda de nardos y a besar la imagen de la madre de Dios. El día 15 todo el pueblo se vuelca con ella. Por la mañana se celebra la función principal y en llegar la tarde la patrona pasea bendiciendo las calles céntricas del pueblo. Cabe destacar la decoración por parte de todos los vecinos para recibir a la patrona, colgaduras, flores de papel, macetas, petaladas, alfombras de sal, cantes y mucha devoción. 
Paterna del Campo (Huelva),
El pueblo de Paterna del Campo rinde culto a su Abogada y Patrona desde el 15 de agosto de 1448, año de su aparición. En la actualidad las fiestas de la Patrona de Paterna se centran en la celebración de la Solemne Novena que finaliza el normalmente el primer fin de semana de agosto, coincidiendo los dos últimos días de Solemne Novena con el Devoto Besamanos de la Santísima Virgen. En la noche del 14 de agosto tiene lugar el rezo del Santo Rosario a las plantas de Nuestra Señora para tener el colofón de las fiestas el 15 de agosto cuando celebra Solemne Función Principal de Instituto la Antigua Hermandad de Nuestra Señora de las Virtudes Patrona de la Villa de Paterna del Campo; todo para finalizar con la Triunfal Procesión de la Santísima Virgen en la noche del mismo 15 de agosto. Celebra desde el 22 de noviembre de 2020 Solemne Función en acción de gracias por su patrocinio sobre la Villa de Paterna del Campo, cuyo dato de mayor antigüedad encontrado hasta ahora, se remonta a 1693, tal y como queda reflejado en el libro de "Fundación del Convento de Carmelitas Descalzos de Nuestra Señora de las Virtudes".
Fuente de Piedra (Málaga).
La Virgen de las Virtudes  da nombre a la Iglesia Parroquial de Fuente de Piedra (en Málaga), así como a numerosas mujeres Villafontenses que se complacen en llevar el nombre de su madre y patrona. 
Las fiestas patronales tienen lugar del 5 al 8 de septiembre. Comienzan con la celebración del Solemne Triduo durante el día 5, 6 y 7; finalizando con la Solemnidad de la Patrona el día 8.
En la noche del 7 al 8 a las 00:00 h tiene lugar la salve cantada y la felicitación a Ntra. Señora. El 8 de septiembre a las 8:00 h tiene lugar el acto del milagro del Sol y la Diana Florida de pasacalles anunciando el día patronal. A las 11:00 h Santa Misa solemne concelebrada y posteriormente la bajada de la imagen de la Patrona al presbiterio para la ofrenda floral, el besamanos y los cantos de los verdiales en su honor. A las 18:00 h las tradicionales cintas a caballo y a las 22:00 h solemne salida procesional con quema de fuegos de artificio a su término. Algunos años, el día 9 de septiembre hay corrida de toros en su honor.
Tángel (Alicante)
La iglesia de la pedanía alicantina está bajo la advocación de Nuestra Señora de las Virtudes, en su honor se celebran las fiestas patronales pedáneas que tienen lugar durante el mes de mayo.
Asimismo, es venerada en diversos lugares como Cox (Alicante), Tángel (Pedanía de Alicante), Ponticiella (Asturias), Badajoz, Villamartín (Cádiz), Puentedeume (La Coruña), Es Cubells (Ibiza), El Redal (La Rioja) y La Puebla de Cazalla (Sevilla).